# Arsen Guseynov
Arsen Arsenovich Guseynov (tiếng Nga: Арсен Арсенович Гусейнов; sinh ngày 19 tháng 1 năm 1992) là một cầu thủ bóng đá người Nga thi đấu cho FC Kolomna.

## Sự nghiệp câu lạc bộ
Anh ra mắt chuyên nghiệp tại Giải bóng đá chuyên nghiệp quốc gia Nga cho FC Kolomna vào ngày 22 tháng 4 năm 2014 trong trận đấu với F.K. Zenit-2 Sankt Peterburg.